# Corethrogyne
Corethrogyne là một chi thực vật có hoa trong họ Cúc (Asteraceae).

## Loài
Chi Corethrogyne gồm các loài: